# Eishockey in Timmendorfer Strand
Eishockey wird in Timmendorfer Strand seit 1985 gespielt. Erfolgreichste Zeit des Timmendorfer Eishockeys waren die 1990er Jahre, als der damalige Eissport- und Tennisclub Timmendorfer Strand in der zweithöchsten Spielklasse, der damaligen 1. Liga, spielte. Der 2018 neu gegründete Club für Eissport in Timmendorf e. V. konnte in seiner Premierensaison direkt alle Ligaspiele gewinnen und in die Verbandsliga Nord aufsteigen. In der Saison 2019/20 gewann die erste Mannschaft auch in dieser Liga alle ihre Begegnungen und konnte sich somit den Meistertitel in der Eishockey Verbandsliga Nord sichern.

## Geschichte

### ETC Timmendorfer Strand
Der Eissport- und Tennisclub Timmendorfer Strand wurde 1985 gegründet. Der professionelle Spielbetrieb begann zunächst in der Landesliga Hamburg/Schleswig-Holstein, dem durch einen zweiten Platz der sofortige Aufstieg in die Regionalliga-Nord folgte. In der darauffolgenden Saison wurde die Mannschaft auf Anhieb Vizemeister und sicherte sich den Aufstieg in die Oberliga Nord. Im gleichen Jahr erfolgte die Gründung der Nachwuchsabteilung mit zunächst sechs Kindern, welches sich im nächsten Jahr auf 25 aufstockte. Die erste Mannschaft konnte in ihrer Debütsaison in der Oberliga durch den zweiten Platz in der Qualifikationsrunde den Klassenerhalt sichern; im folgenden Jahr nahm der ETC an der Aufstiegsrunde zur 2. Bundesliga teil. Die Saison 1991/92 war die bis dato erfolgreichste des jungen Vereins, als die Oberligameisterschaft gegen den TuS Geretsried eingefahren wurde. Ein Aufstieg war jedoch aufgrund der Umstrukturierung der Ligen im darauffolgenden Jahr nicht möglich. Auch 1993 nahm der Verein ebenfalls an der Aufstiegsrunde zur 2. Bundesliga teil, verpasste dort aber die sportliche Qualifikation. Nach der Vizemeisterschaft 1994 und dem anschließenden Einzug in das Playoff-Finale durften die Timmendorfer theoretisch in der Deutschen Eishockey Liga antreten, verzichteten jedoch aufgrund der zu geringen Zuschauerkapazität der Eishalle auf den Aufstieg. Es folgten weitere Jahre in der 1. Liga Nord, ehe nach der Spielzeit 1996/97 der Eissport- und Tennisclub Timmendorfer Strand durch den Ausstieg des Hauptsponsors Hawesta Insolvenz anmelden musste.

### EC Timmendorfer Strand
Nach der Gründung des Eishockey Clubs Timmendorfer Strand am 16. Juni 1997 durfte die Mannschaft in der nachfolgenden Saison in der Regionalliga Nord antreten, in der der sofortige Wiederaufstieg in die 1. Liga Nord gelang. Diese Liga bekam am Ende der Saison 1998/99 wieder ihren alten Namen Oberliga Nord. In den folgenden beiden Jahren spielte die erste Herrenmannschaft in der Liga bis zu deren Selbstauflösung im Sommer 2001, in deren Folge der ECT in die Regionalliga eingegliedert wurde. Dort spielte die Mannschaft bis zur Saison 2005/06, ehe sie erneut Konkurs anmelden mussten.

### EHC Timmendorfer Strand 06

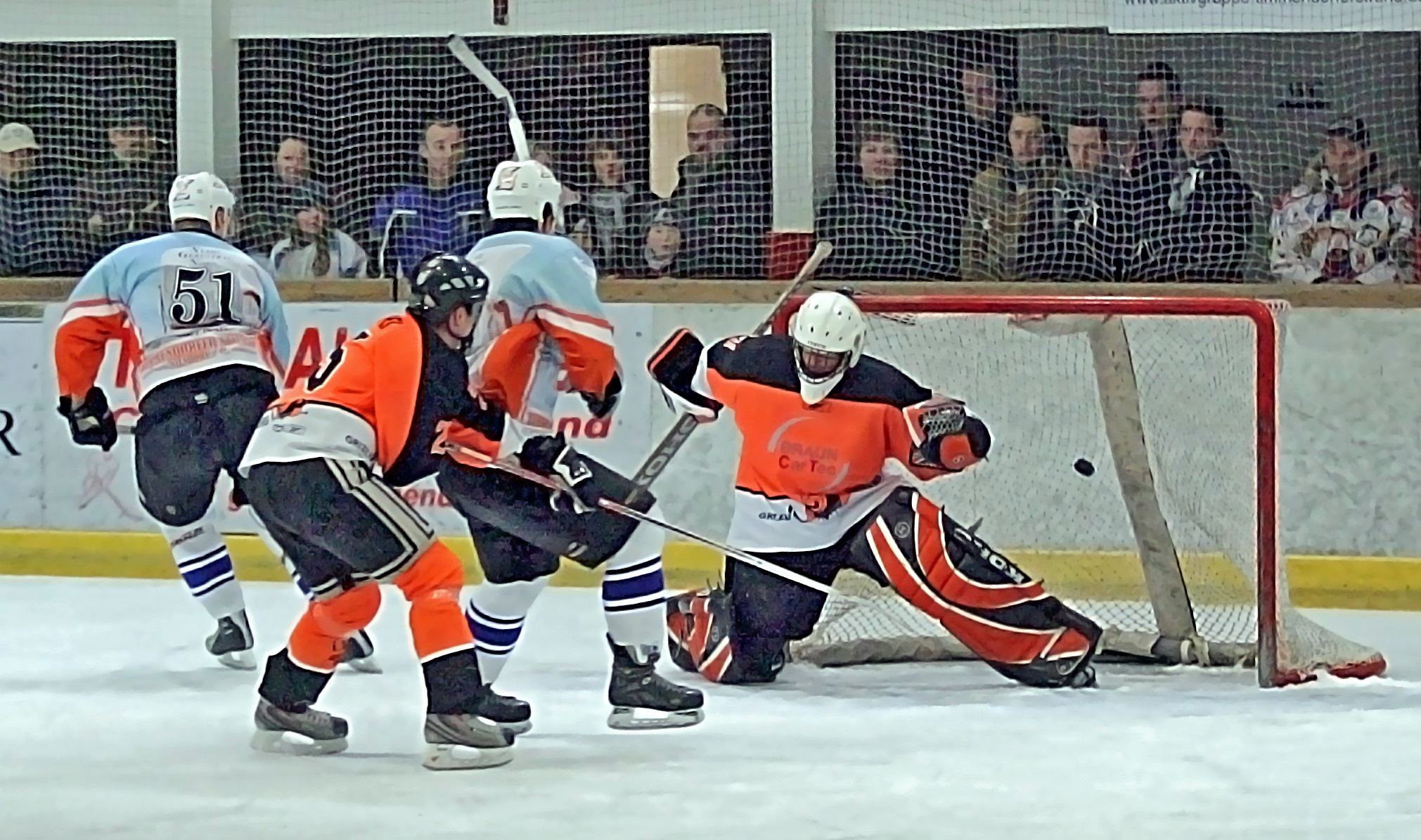
Beach Boys in der Saison 2009/10

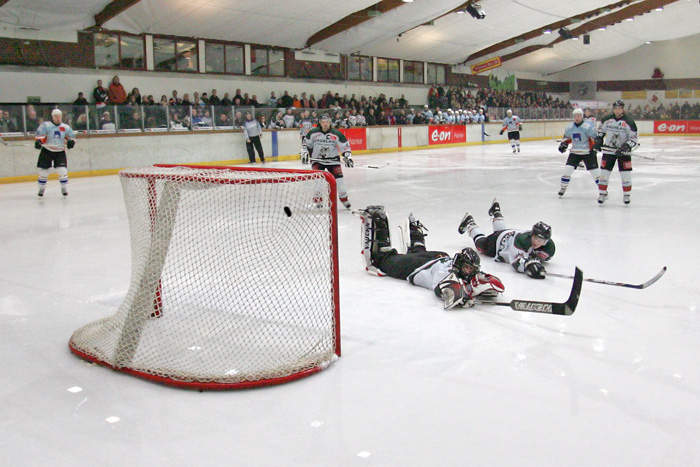
Torschuss gegen den ESC Harzer Wölfe

Kurz vor dem Insolvenzantrag für den ECT wurde im Juli 2006 der EHC Timmendorfer Strand 06 gegründet, unter dessen Dach der Spielbetrieb des Amateur-, Damen- und Nachwuchsbereich des ECT fortgeführt wurde. Die Mannschaft startete in der Verbandsliga Nord-Ost und konnte sich dort mit einer stark verjüngten Mannschaft, bestehend aus einheimischen Spielern, die Liga und den Titel des Verbandsligameisters sichern. Nach dem erneuten Aufstieg in die Regionalliga wurde dort die Qualifikation für die Meisterrunde geschafft. Die Spielzeit 2008/09 schloss die Mannschaft auf dem zweiten Platz nach der Vorrunde sowie dem Vizemeistertitel nach der Meisterrunde ab. Während der Saison bekam der Verein durch die Verpflichtung von Torhüter Wyatt Russell, Sohn der Schauspieler Goldie Hawn und Kurt Russell, deutschlandweite Aufmerksamkeit in den Massenmedien. In der Regionalliga-Saison 2009/10 erreichten die Beach Boys sowohl nach der Vorrunde als auch in der Meisterrunde den 3. Platz. In der Saison 2010/11 startete man in der neuen Oberliga Nord und nach zwei Vizemeisterschaften 2011 und 2012 gewann man in der Saison 2012/2013 den Meistertitel der Oberliga Nord. In der deutlich stärkeren Oberliga Nord 2013/14 (mit den Hannover Scorpions und den Hannover Indians) wurde man erneut Vizemeister.
Nach Ende der Saison 2017/18 traten Vorstandsmitglieder des EHCT zurück. Kurze Zeit später wurden massive finanzielle Probleme des Clubs offenbar. Der Club plante den Rückzug aus der Oberliga in die Regionalliga Nord. Schließlich ging der EHCT im August 2018 in Insolvenz.

### CE Timmendorfer Strand

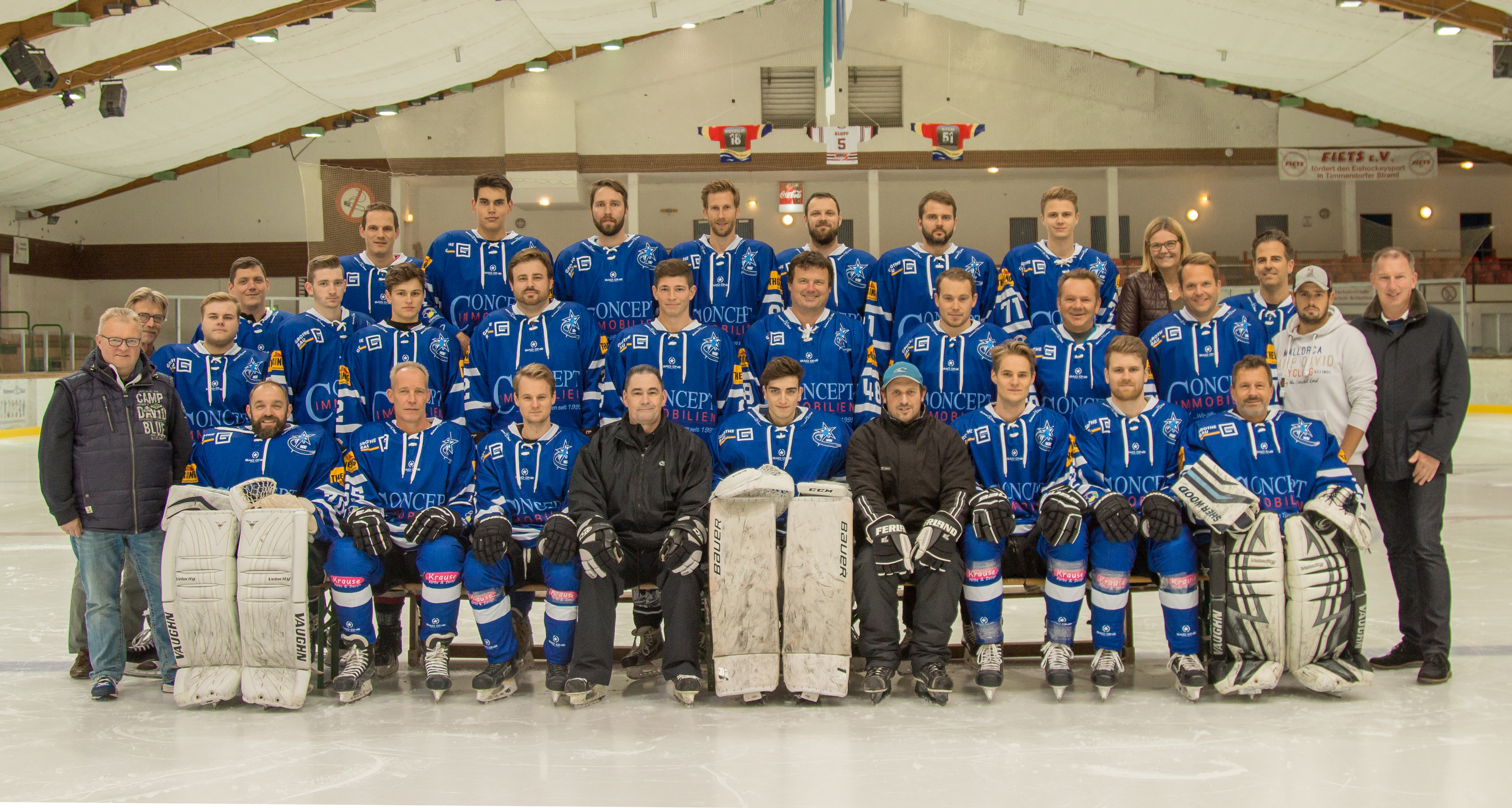
Die erste Mannschaft des neu gegründeten CET 2018/19

In Nachfolge des insolventen EHCT 06 wurde der CE Timmendorfer Strand gegründet. Der Club für Eissport in Timmendorf (CET) startete in der Premieren-Saison 2018/19 mit einer Seniorenmannschaft in der Landesliga Nord. Dort gewann das Team den Meistertitel der Landesliga Nord und sicherte sich den Aufstieg in die Verbandsliga Nord. In der Saison 2019/20 gewann das Team von der Ostsee in der Verbandsliga Nord ebenfalls alle seine Ligaspiele und konnte sich am Ende ohne Punktverlust den zweiten Meistertitel in Folge sichern.

## Platzierungen
| ETC Timmendorfer Strand | ETC Timmendorfer Strand | ETC Timmendorfer Strand |
| Saison                  | Liga                    | Platzierung             |
| ----------------------- | ----------------------- | ----------------------- |
| 1987/88                 | LL                      | 2. Platz                |
| 1988/89                 | RL                      | 1. Platz                |
| 1989/90                 | OL                      | 9. Platz                |
| 1990/91                 | OL                      | 5. Platz                |
| 1991/92                 | OL                      | 1. Platz                |
| 1992/93                 | OL                      | 2. Platz                |
| 1993/94                 | OL                      | 2. Platz                |
| 1994/95                 | 1. Liga                 | 2. Platz                |
| 1995/96                 | 1. Liga                 | 2. Platz                |
| 1996/97                 | 1. Liga                 | 3. Platz                |

| EC Timmendorfer Strand | EC Timmendorfer Strand | EC Timmendorfer Strand |
| Saison                 | Liga                   | Platzierung            |
| ---------------------- | ---------------------- | ---------------------- |
| 1997/98                | RL                     |                        |
| 1998/99                | 1. Liga                | 4. Platz               |
| 1999/00                | OL                     | 10. Platz              |
| 2000/01                | OL                     | 8. Platz               |
| 2001/02                | RL                     |                        |
| 2002/03                | RL                     | 2. Platz               |
| 2003/04                | RL                     | 2. Platz               |
| 2004/05                | RL                     | 3. Platz               |
| 2005/06                | RL                     |                        |

| EHC Timmendorfer Strand 06 | EHC Timmendorfer Strand 06 | EHC Timmendorfer Strand 06 |
| Saison                     | Liga                       | Platzierung                |
| -------------------------- | -------------------------- | -------------------------- |
| 2006/07                    | VL                         | 1. Platz                   |
| 2007/08                    | RL                         | 6. Platz                   |
| 2008/09                    | RL                         | 2. Platz                   |
| 2009/10                    | RL                         | 3. Platz                   |
| 2010/11                    | OL                         | 2. Platz                   |
| 2011/12                    | OL                         | 2. Platz                   |
| 2012/13                    | OL                         | 1. Platz                   |
| 2013/14                    | OL                         | 2. Platz                   |
| 2014/15                    | OL                         | 6. Platz                   |
| 2015/16                    | OL                         | 7. Platz                   |
| 2016/17                    | OL                         | 12. Platz                  |
| 2017/18                    | OL                         | 13. Platz                  |

| CE Timmendorf | CE Timmendorf | CE Timmendorf |
| Saison        | Liga          | Platzierung   |
| ------------- | ------------- | ------------- |
| 2018/19       | LL            | 1. Platz      |
| 2019/20       | VL            | 1. Platz      |
| 2020/21       | RL            |               |
| 2021/22       | RL            | 5. Platz      |
| 2022/23       | RL            | 5. Platz      |
| 2023/24       | RL            | 2. Platz      |

Legende: zweithöchste Spielklasse, dritthöchste Spielklasse,  vierthöchste Spielklasse,  fünfthöchste Spielklasse,  sechsthöchste Spielklasse; OL = Oberliga, RL = Regionalliga, VL = Verbandsliga, LL = Landesliga

## Fraueneishockey
Erstmals nahm noch unter dem Dach des ECT in der Saison 1993/94 eine Frauenmannschaft am Spielbetrieb teil, die in der Saison 2004/05 und 2005/06 in der zweitklassigen 2. Liga Nord spielte. Nach dem Ende des ECT setzte die Mannschaft den Spielbetrieb unter dem Dach des EHCT06 in der Saison 2006/07 in der untersten Spielklasse fort und nahm in der Saison 2009/10 in der drittklassigen 1. Damenliga Nord teil.
Seit der Saison 2017/18 wurden die Frauenteams von Timmendorf und Hamburg zusammengelegt und eine Spielgemeinschaft gegründet.

## Bedeutende ehemalige Spieler
Für den ETC Timmendorfer Strand, EC Timmendorfer Strand und den EHCT06 spielten schon viele bekannte Spieler, unter anderem Mark MacKay, der Ex-Kapitän der deutschen Nationalmannschaft oder Jeff Tomlinson, der ehemalige Trainer der DEG Metro Stars und der Nürnberg Ice Tigers in der DEL. Ģirts Ankipāns, ehemaliger lettischer Nationalspieler und Olympiateilnehmer, sowie Joe West, Torschützenkönig der DEL 1997/1998, spielten erfolgreich in Timmendorfer Mannschaften, ebenso wie der deutsche Nationalstürmer Tomáš Martinec sowie Kerry Goulet, Henry Thom und Marvin Glaser.
Im Jahr 1999 setzte man ein solidarisches Ausrufezeichen, indem man den kanadischen gehörlosen Nationalspieler John Guirestante holte, der jedoch 2001 bereits im Alter von nur 26 Jahren verstarb. Darüber hinaus standen mit Sven Rampf und Mario Gehrig erfolgreiche DEL-Spieler im Kader der Timmendorfer. Für die erste Herrenmannschaft waren unter anderem mit Greg Poss und Tom Pokel deutschlandweit bekannte Trainer tätig.

## Jugendarbeit

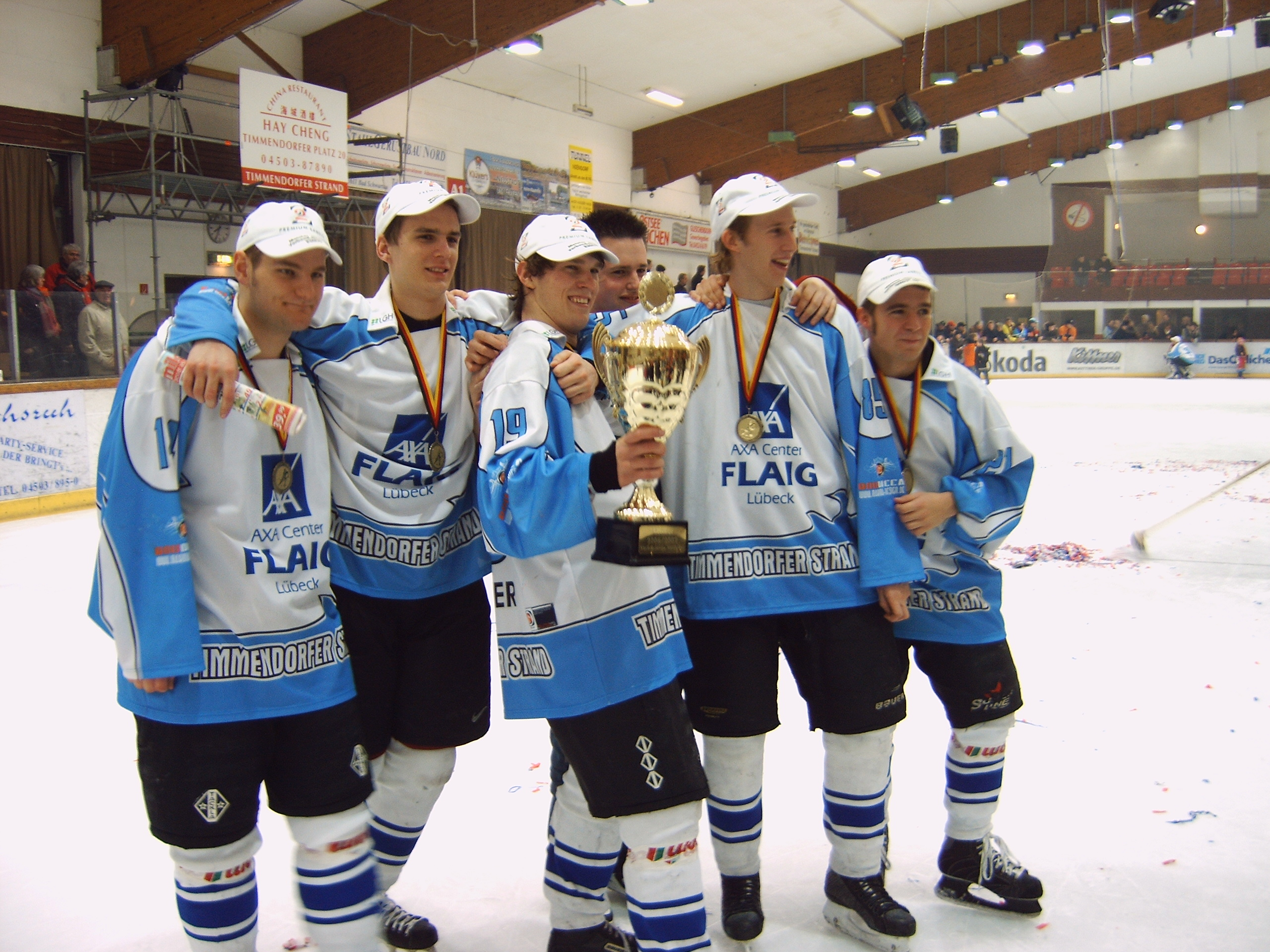
Nachwuchsspieler des EHCT06

Seit der Saison 1989/90 nehmen Jugendmannschaften am Spielbetrieb teil. Die Knabenmannschaft war Norddeutscher Meister, Schüler- und Jugendmannschaft waren Norddeutsche Vizemeister. Die Jugendarbeit des EHC Timmendorfer Strand 06 und seiner Vorgängervereine ist äußerst erfolgreich und hat in den letzten Jahren immer wieder Spieler hervorgebracht, die sich im Herrenbereich in höheren Ligen durchsetzen konnten. Beispiel hierfür sind die Brüder Thorben und Patrick Saggau.

## Spielstätte
Die Spielstätte der Timmendorfer Eissportvereine ist das Eissport- und Tenniszentrum Timmendorfer Strand mit einer Kapazität von 1.900 Zuschauern. Es ist Eigentum der Gemeinde Timmendorfer Strand und diese wollte den Betrieb zum Ende des Pachtvertrages, der bis Ende April 2005 lief, einstellen. Der damalige Verein kämpfte mit Hilfe seiner Anhänger ab Sommer 2004 um den Erhalt der Eishalle, die besonders für den Jugend- und Breitensport einen hohen Stellenwert hat. Es entwickelte sich hieraus ein Bürgerbegehren und am 28. November 2004 kam es zum Bürgerentscheid, der mit großer Mehrheit gewonnen wurde. Damit war der Erhalt der Halle und des Vereins gesichert. Gemeinde und Verein einigten sich auf einen Pachtvertrag für fünf Jahre plus Option für weitere 5 Jahre. Im Frühjahr 2006 wurde eine Spielbetriebs GmbH gegründet, in die die erste Seniorenmannschaft ausgelagert wurde.
Im Januar 2017 gab es einen erneuten Bürgerentscheid, in welchem die Bürger der Gemeinde Timmendorfer Strand über die Restaurierung der Eishalle entschied. Das Volumen des Umbaues sollte etwa 10 Millionen Euro umfassen. Über 82 % der Anwohner stimmten für den Erhalt der Eishalle und die Umbauarbeiten sollen zwischen 2018 und 2021 vollzogen werden.
Im September 2018 wurde ein Antrag von der Gemeindevertretung Timmendorfer Strand gestellt, im kommenden Jahr einen erneuten Bürgerentscheid durchzuführen. Da der Gemeinde die Kosten für eine Komplettsanierung im Bestand zu hoch sind, wurde der Bürgermeister mit einem Interessensbekundungsverfahren beauftragt. Dieser soll nun die kommenden Monate nutzen, um einen potentiellen Investor zu finden, der Interesse an dem Neubau einer Eishalle- und eines Tenniscentrums am Timmendorfer Strand hat. Anfang kommenden Jahres sollen nach jetzigem Plan die Bürger in einem erneuten Entscheid darüber abstimmen, ob eine neue Halle (durch einen Investor) gebaut werden soll, oder ob die Gemeinde die jetzige Halle sanieren soll.
Die Spielstätte steht weiterhin vor einer ungewissen Zukunft. Der Gemeinderat hat Anfang 2025 erneut eine Schließungsdiskussion eröffnet: Sollte bis zum Saisonende kein privater Investor gefunden werden, der sich an einer Sanierung oder einem möglichen Neubau beteiligt, droht der Eishalle das Aus.